# Ig (Slovénie)
Pour les articles homonymes, voir Ig.
Ig est une commune du centre de la Slovénie située à proximité de la capitale Ljubljana. Région aujourd’hui industrialisée, la zone fut dans le passé constituée d’étendue de marécages.

## Géographie
Située au sud de Ljubljana, la commune est localisée à la limite de la région calcaire et montagneuse du Karst.

### Villages
Les localités qui composent la commune sont Dobravica, Golo-Selnik, Iška Loka, Iška vas, Kot, Matena, Visoko-Rogatec, Sarsko, Škrilje, Tomišelj, Vrbljene, Zapotok, Kremenica, Brest, Gornji Ig, Strahomer, Staje et Iška.

## Démographie
Entre 1999 et 2021, la population de la commune d’Ig s’est accrue pour dépasser les 7 000 habitants,.
Évolution démographique
| 1999  | 2000  | 2001  | 2002  | 2003  | 2004  | 2005  | 2006  | 2007  |
| ----- | ----- | ----- | ----- | ----- | ----- | ----- | ----- | ----- |
| 5 129 | 5 263 | 5 359 | 5 464 | 5 542 | 5 679 | 5 783 | 5 851 | 6 030 |
| 2008  | 2009  | 2010  | 2011  | 2012  | 2013  | 2014  | 2015  | 2016  |
| 6 202 | 6 442 | 6 631 | 6 781 | 6 865 | 7 016 | 7 046 | 7 135 | 7 163 |
| 2017  | 2018  | 2019  | 2020  | 2021  |       |       |       |       |
| 7 277 | 7 366 | 7 463 | 7 617 | 7 656 |       |       |       |       |

## Histoire
Près d'Ig, dans la zone des marais (Ljubljansko barje), ont été découverts des restes de villages palafittes.

## Personnages célèbres
- Fran Govekar (1871-1949), écrivain.